# Erebia jeniseiensis
Erebia jeniseiensis är en fjärilsart som beskrevs av Filip Trybom 1877. Erebia jeniseiensis ingår i släktet Erebia och familjen praktfjärilar. Inga underarter finns listade i Catalogue of Life.